# Estadio Francisco Zarco
Estadio Francisco Zarco – stadion piłkarski w meksykańskim mieście Durango, stolicy stanu Durango. Obiekt może pomieścić 10 647 widzów, a swoje mecze rozgrywa na nim drużyna Alacranes de Durango.
Został oddany do użytku w 1957 roku. Nosi imię Francisco Zarco (1829–1869), urodzonego w Durango publicysty, dziennikarza i polityka.